# 扎兰屯马场
扎兰屯马场，是中国内蒙古自治区呼伦贝尔市扎兰屯市下辖的一个类似乡级单位。

## 行政区划
扎兰屯马场共辖以下地区：
第一生产连队、第二生产连队、第三生产连队、第四生产连队、第五生产连队、第六生产连队、农场街道办事处。